# Вардошвілі Харитон Іванович
Харито́н Іва́нович Вардошві́лі  (груз. ხარიტონ ვარდოშვილი, справжнє прізвище Ніколаїшвілі; * 7 жовтня 1895, село Цхемлісхіді, тепер Озургетського муніципалітету, Гурія,— † 15 жовтня 1970, Тбілісі) — грузинський поет, перекладач.
У 1918—1920 був вільним слухачем Тбіліського університету. Почав друкуватися 1919, першу збірку видав 1924 року. У своїй ранній творчості був прихильником модернізму, пізніше перетворився на традиційнішого радянського поета (вірші періоду Другої світової війни «Пам'яті Гастелло», «Червоноармієць», «Герой», «Сталінградові», «Лист воїна матері»). Автор кількох збірок поезій, зокрема «Вірші» (1943), «Вибране» (1959), «Доброта» (1964).
У 1936 році переклав баладу Тараса Шевченка «Причинна», переклад вміщено в грузинських виданнях творів поета «Вірші і поеми» (Тбілісі, 1939, 1952) та «Вибране» (Тбілісі, 1961). Переклав також легенду «Арот і Марот» Івана Франка і твори Ґете, Шиллера, Міцкевича, Пушкіна, Гейне, Брюсова тощо.
Автор вірша «Тарас Шевченко і Акакій Церетелі» (1954).
Окремі твори Вардошвілі у перекладі українською мовою вміщено в другому томі видання «Поезія грузинського народу» (Київ, 1961; перекладачі — Максим Рильський, Наталя Забіла, Олександр Підсуха).